# Skołobiw (hromada Horoszów)
Skołobiw (ukr. Сколобів) – wieś na Ukrainie, w obwodzie żytomierskim, w rejonie żytomierskim, w hromadzie Horoszów. W 2001 liczyła 659 mieszkańców, spośród których 654 wskazało jako ojczysty język ukraiński, 3 rosyjski, a 2 mołdawski.